# Pristimantis cordovae
Pristimantis cordovae es una especie de anfibio anuro de la familia Craugastoridae.

## Distribución geográfica
Esta especie es endémica de la provincia de Santiago de Chuco en la región de La Libertad en Perú. Se encuentra entre los 3400 y 3642 m sobre el nivel del mar en la ladera oriental de la Cordillera Occidental.

## Etimología
Esta especie lleva el nombre en honor a Jesús H. Córdova.

## Publicación original
- Lehr & Duellman, 2007: Two new species of Eleutherodactylus (Anura: Leptodactylidae) from the Cordillera Occidental in Peru. Copeia, vol. 2007, n.º 1, p. 140-149.[4]